# Diphyus inflatus
Diphyus inflatus är en stekelart som först beskrevs av Berthoumieu 1897.  Diphyus inflatus ingår i släktet Diphyus och familjen brokparasitsteklar. Inga underarter finns listade i Catalogue of Life.